# Allium clausum
Allium clausum — вид трав'янистих рослин родини амарилісові (Amaryllidaceae), ендемік Киргизстану.

## Поширення
Ендемік Киргизстану.